# Thieuloy-Saint-Antoine
Thieuloy-Saint-Antoine è un comune francese di 343 abitanti situato nel dipartimento dell'Oise della regione dell'Alta Francia.

## Società

### Evoluzione demografica
Abitanti censiti